# Sông Pará

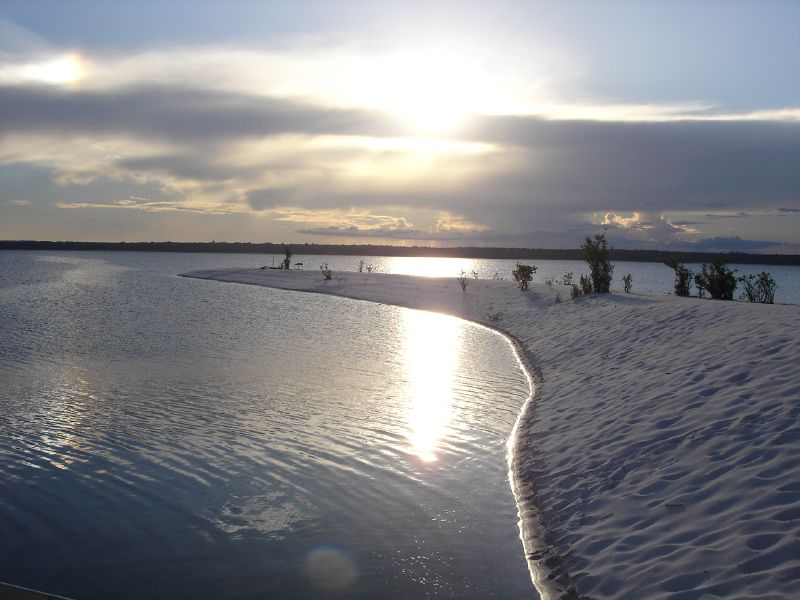
Sông Para

Sông Pará (tiếng Bồ Đào Nha: Rio Pará) là nhánh phía nam của cửa sông Amazon. Sông chảy quanh phía tây và phía nam của hòn đảo Marajó. Sông nhận nước từ dòng chính của Amazon, tuy nhiên phần nhiều lượng nức của nó bắt nguồn từ sông Tocantins chảy đến từ phía nam. Thủ phủ của bang Pará là Belém, nằm trên bờ nam của sông. Sông dài xấp xỉ 40 mi.